# Трепча (сербський футбольний клуб)
Футбольний клуб Трепча або просто Трепча (серб. Фудбалски клуб Трепча) — професійний сербський футбольний клуб з міста Косовська Митровиця.

## Досягнення
- Друга ліга чемпіонату Югославії:
  -  Чемпіон (1): 1976/77 [1]

- Кубок Югославії:
  -  Фіналіст (1): 1978[1]

- Регіональний чемпіонат Соціалістичної Автономної Провінції Косово:
  -  Чемпіон (5): 1947, 1949, 1950, 1952, 1955[1]

- Перша ліга Північного Косова:
  -  Чемпіон (3): 2002–03, 2005–06, 2008–09[1]

- Кубок Косова та Метохії:
  -  Чемпіон (5): 1992, 2003, 2011, 2012, 2014[1]